# 塞洛龍 (紐約州)
塞洛龍（英語：Celoron）是位於美國紐約州學托擴縣的村。

## 人口
根據2020年美國人口普查的數據，塞洛龍的面積為1.94平方千米，皆為陸地。當地共有人口1069人，而人口密度為每平方千米551人。